# Małgorzata Rożniecka
Małgorzata Różniecka-Ofman (ur. 1978 w Szczecinie) – polska modelka, I Wicemiss Polonia 2000, Miss International 2001.
Jest trzecią pochodzącą z Polski zwyciężczynią konkursu Miss International. Wygrała w 2001 roku edycję konkursu odbywającego się w Tokio.
Zwyciężczyni Miss Model of the World w 2000 roku w Stambule. Jedyna Polka, która wygrała 2 światowe konkursy piękności.
Została uhonorowana tytułem Ambasador Szczecina.